# Floris de Haas
Floris de Haas is een Nederlands golfer. 

## Amateur
Als amateur was Floris lid van de Koninklijke Haagsche Golf & Country Club. Hij won in 2009 het 17de Noord-Hollandse 5 Banen Jeugdtoernooi en was de eerste winnaar die het toernooi onder par speelde. Hij speelde op Purmerend -7, en maakte een totaal van 357 (-1). Ook won hij het NK Matchplay op de Sallandsche Golfclub door Willem Vork op de 14de green te verslaan. Bij de dames ging de winst naar Caroline Karsten.
In 2010 won hij als eerste amateur de Delfland Invitational, het tweede toernooi van de PGA Holland Tour. Hij maakte een score van -13.
Floris de Haas had begin 2010 al handicap +1,7 en ging in september naar de eerste ronde (Stage 1) van de Tourschool.

## Gewonnen
- 2004: Dutch Junior Masters
- 2006: Dutch Junior Masters
- 2009: Noord-Hollandse 5 Banen Jeugdtoernooi, NK Matchplay
- 2010: 1ste Voorjaarswedstrijd, Delfland Invitational

## Professional
Floris de Haas werd eind 2010 professional en speelt op de Pro Golf Tour.

## Gewonnen
- 2014: PGA Benelux Trophy op de Limburg Golf & Country Club
- 2015: PGA Benelux Trophy op de Limburg Golf & Country Club

## Links
- Winnaar Benelux Trophy 2014
- Winnaar Benelux Trophy 2015